# Annitella dziedzielewiczi
Annitella dziedzielewiczi är en nattsländeart som beskrevs av Schmid 1952. Annitella dziedzielewiczi ingår i släktet Annitella och familjen husmasknattsländor. Inga underarter finns listade i Catalogue of Life.